# Sakurajima
El Sakurajima (桜島?) es un volcán (estratovolcán) activo y antigua isla (actualmente está unida a la de Kyūshū) de Japón, situado en el sur de la isla de Kyūshū, en la prefectura de Kagoshima. Se encuentra en la parte de la bahía de Kagoshima conocida como bahía de Nishikie.
Hasta 1914, Sakurajima era una isla, pero la lava emitida durante la gran erupción de ese año unió la isla y la península de Ōsumi. La actividad volcánica todavía continúa: aún emite grandes coladas y ceniza volcánica.
Es una montaña compuesta. Su cima está dividida en tres picos, «Pico del Norte» (北岳 Kitadake?), «Pico Central» (中岳 Nakadake?) y «Pico del Sur» (南岳 Minamidake?), que está activo actualmente. Su punto más alto es el Pico del Norte que está a 1117 metros por encima del nivel del mar. La superficie de la península volcánica es de unos 77 km².

## Historia geológica

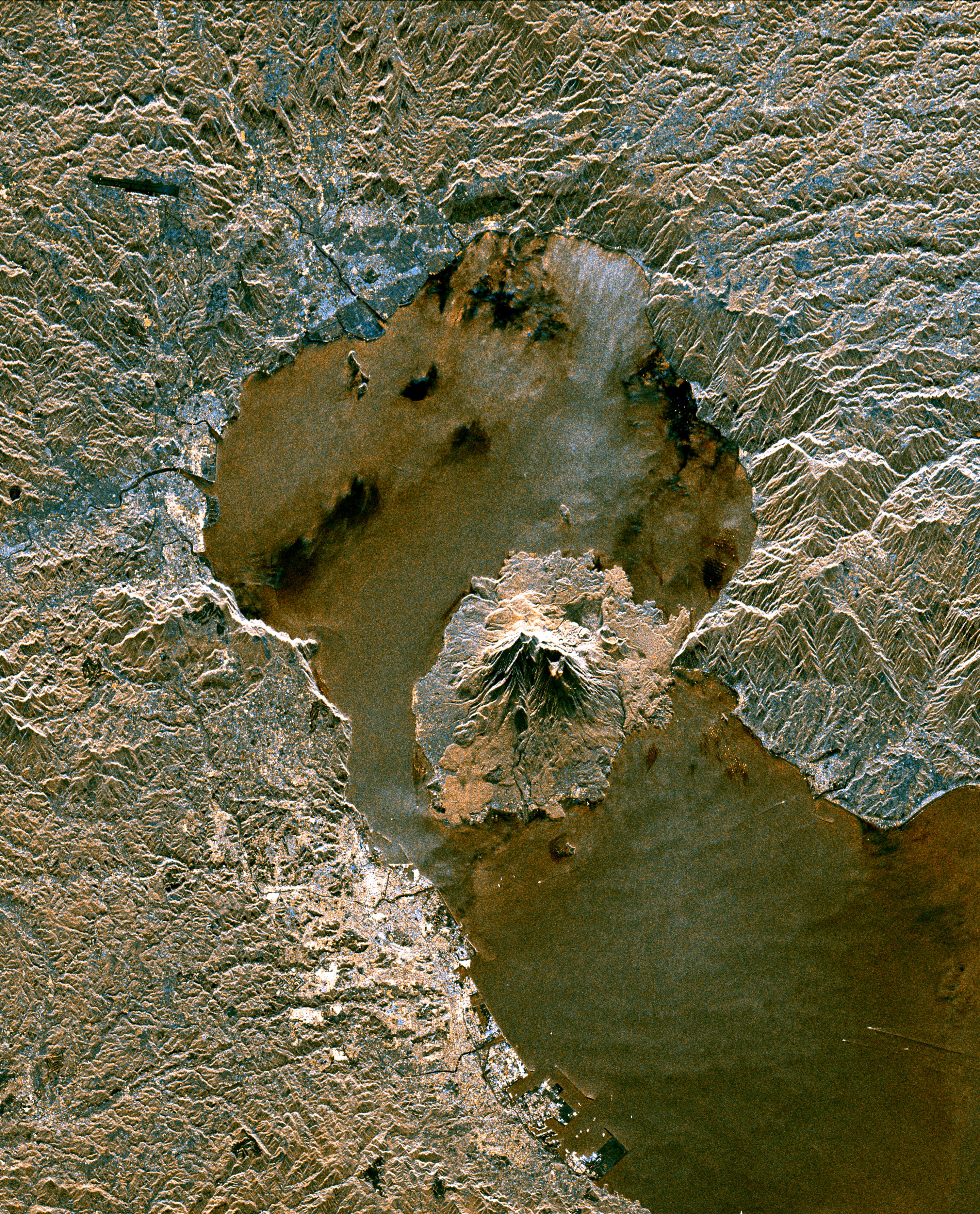
Imagen de radar del Sakurajima (con el Este arriba).

Forma una península de 80 km² conectada con la isla de Kyūshū desde 1914. Se encuentra en el norte de la bahía de Kagoshima, en el borde sur de la caldera de Aira, que se formó hace 22 000 años y que constituye el norte de la bahía de Kagoshima. Sakurajima es una raja moderna de la caldera de Aira formada por la actividad posterior dentro de la caldera, hace aproximadamente 13 000 años. La actividad volcánica en Kitadake terminó hace unos 4900 años y el resto de erupciones han sido en Minamidake.
Se compone de tres montañas: el Kitadake (1117 metros) al norte, el Nakadake (1080 metros) en el centro y el Minamidake (1040 metros) al sur. El tipo explosivo del volcán y la presencia de centenares de miles de personas en las proximidades crean un riesgo humano particularmente elevado. Se han realizado muchas obras y se han tomado numerosas medidas con el fin de minimizar los riesgos a los que están expuestos los habitantes del lugar:
- sobre las pendientes del Sakurajima se han construido numerosos canales colectores, diques y cuencas de retención con el fin de canalizar y frenar el lahar;
- la población que vive a los pies del volcán se tiene que someter a medidas particulares de seguridad: planes de evacuación, presencia de refugios de hormigón armado cada 200 metros que sirven para protegerse de los materiales expulsados por el volcán, etc.;
- en la bahía de Kagoshima se ha establecido una red de detección y de alerta de tsunamis y seísmos.

## Historia eruptiva

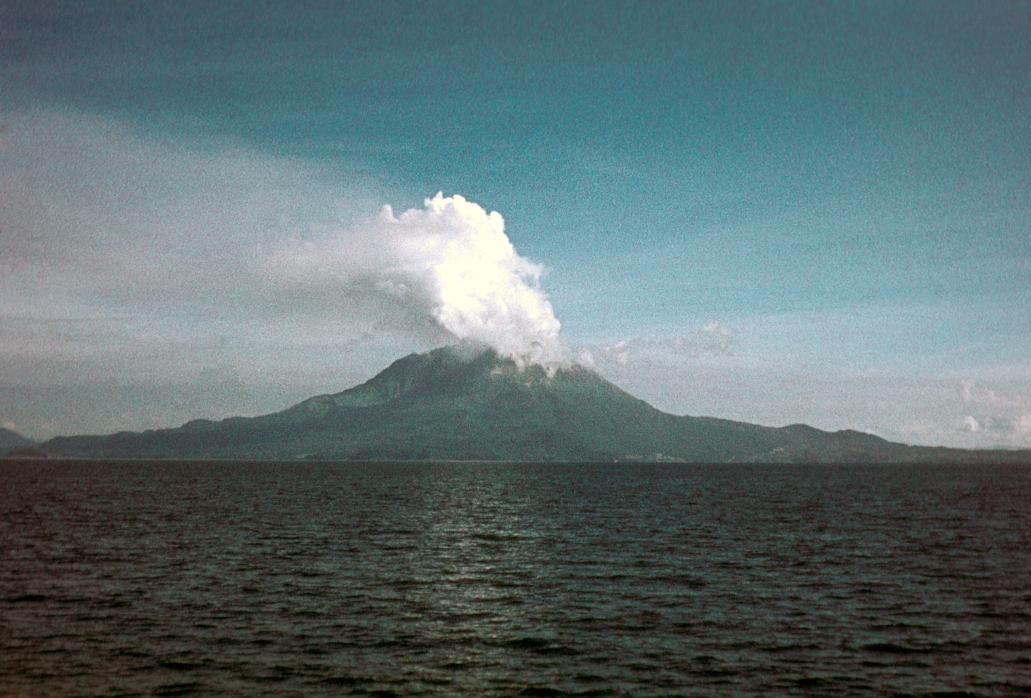
El Sakurajima en 1974.

Hace 22 000 años se formó la caldera de Aira, en el transcurso de una erupción que expulsó centenares de kilómetros cúbicos de materiales a la atmósfera. Hace 13 000 años se empezó a formar el Sakurajima en el borde sur de la caldera, en la bahía de Kagoshima. Su primera erupción registrada ocurrió en el 708 a. C. La mayoría son erupciones estrombolianas que se producen en un cráter situado en la cumbre, el cráter Showa. No obstante, las erupciones plinianas más grandes han sido en 1471-1476, 1779-1782 y 1914.

### Erupción de 1914

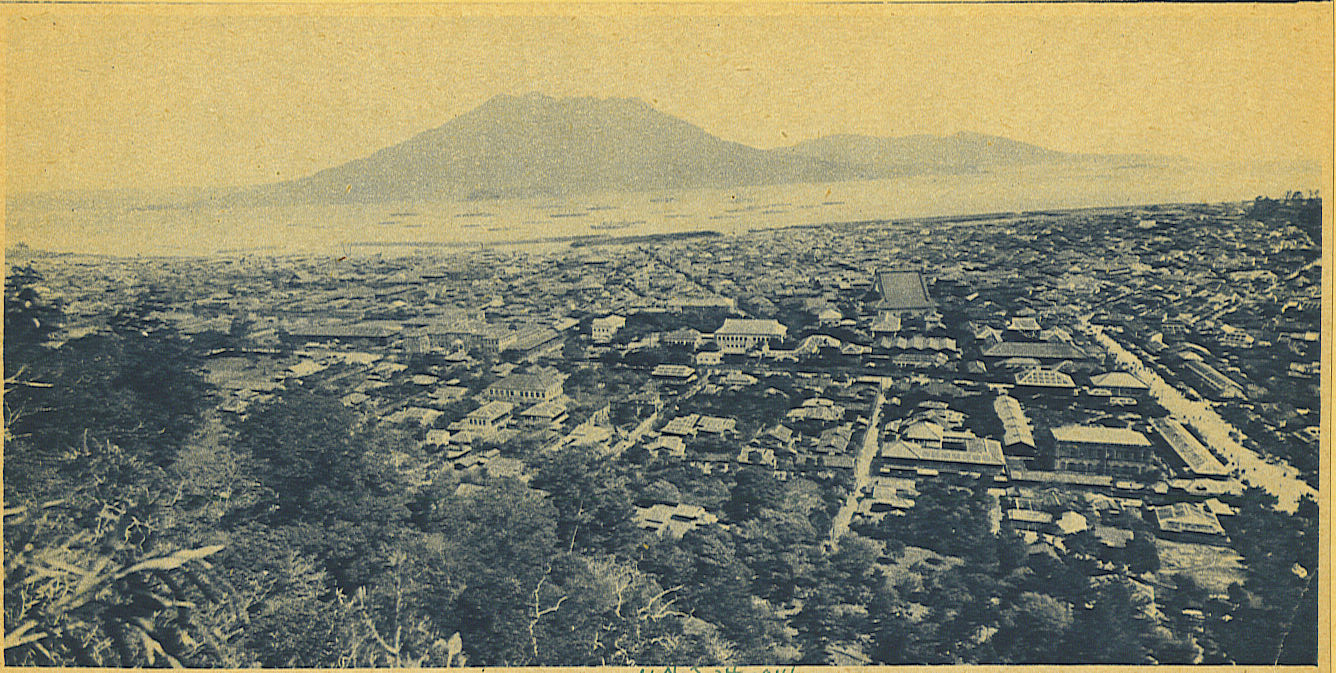
Foto de 1914 de la ciudad de Kagoshima y el Sakurajima de fondo.

El 11 de enero de 1914 se produjo una violenta erupción, que acabó con el siglo de inactividad de este volcán. Los sismos precursores que empezaron a sentirse el día 10 de enero de 1914 fueron aumentando en intensidad los días siguientes y permitieron alertar a la población y evacuar en parte la isla. Al día siguiente, el 11 de enero, las emisiones de gas en el cráter de Minami-Dake se hicieron claramente visibles. El día 12 de enero a las 10:10 se abrió el primero de un grupo de al menos 5 ventilaciones en el flanco W y a las 10:20 el primero de los 6 respiraderos se abrió en una ubicación ESE de Minami-Dake. Inicialmente, una enorme columna de cenizas volcánicas se elevó hasta ocho kilómetros de altitud y había nubes ardientes que descendían por las laderas del volcán.  El 13 de enero alrededor de las 10:00, un fuerte seísmo acabó con la vida de 35 personas, y a partir de esta fecha la actividad eruptiva cambió: las explosiones se hicieron menos frecuentes y aparecieron coladas de lava al este y al oeste de la cumbre con flujos piroclásticos se extendieron a 3 km de los respiraderos, lo que causó la ampliación de isla y su unión con la isla de Kyūshū. Estos ríos de lava duraron varios meses, lo que es raro en Japón, pues allí la lava es generalmente andesítica y demasiado viscosa como para poder fluir.
Durante la fase final de la erupción, el fondo de la caldera de Aira bajó 60 centímetros, a causa del vaciado de la cámara magmática. El hecho de que la subsidencia se hubiese producido en el centro de la caldera y no bajo el Sakurajima permitió demostrar la conexión entre el volcán y la caldera, y lo que es más importante, la presencia de una única cámara magmática. La modificación de la morfología de la bahía de Kagoshima —desaparición de un estrecho y aparición de un istmo— ha afectado a las mareas, que han aumentado en amplitud.

### Actividad reciente

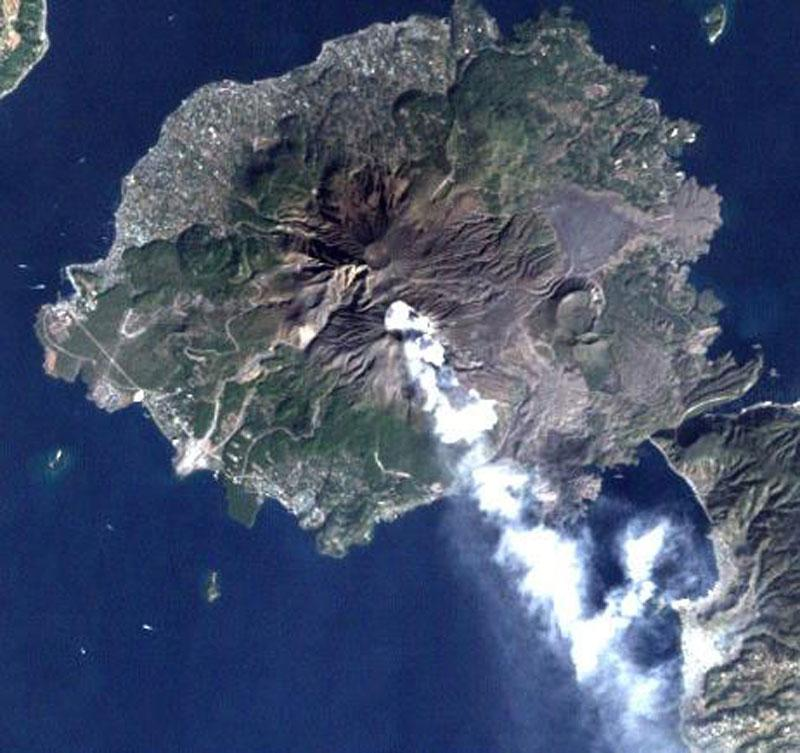
Imagen del Sakurajima (Landsat).

El volcán reanudó su actividad en 1955, y ha estado entrando en erupción casi constantemente desde entonces. Cada año se registran miles de pequeñas explosiones, que expulsan cenizas a una altura de varios kilómetros. En 1960 se estableció el Observatorio del Volcán Sakurajima para controlar las erupciones.
La monitorización de la actividad del volcán y los pronósticos de grandes erupciones tienen una especial importancia, dado que se utilizaría para alertar a los habitantes en caso de evacuación, especialmente debido a la posición del volcán, el cual se encuentra a tan solo unos cuantos kilómetros de zonas densamente como Kagoshima, con 600 000 habitantes. La ciudad dispone de vías de evacuación en caso de ser necesarias y también de varios refugios en caso de caída de material. El 10 de marzo de 2009 el volcán entró en erupción y expulsó por su cráter lenguas de lava y cenizas, sin causar daños personales. En 2010 batió su récord de explosiones anuales (superó las 548 del año 2009); algunas de ellas expulsaron material a casi 5 kilómetros de altitud.

## Turismo y cine

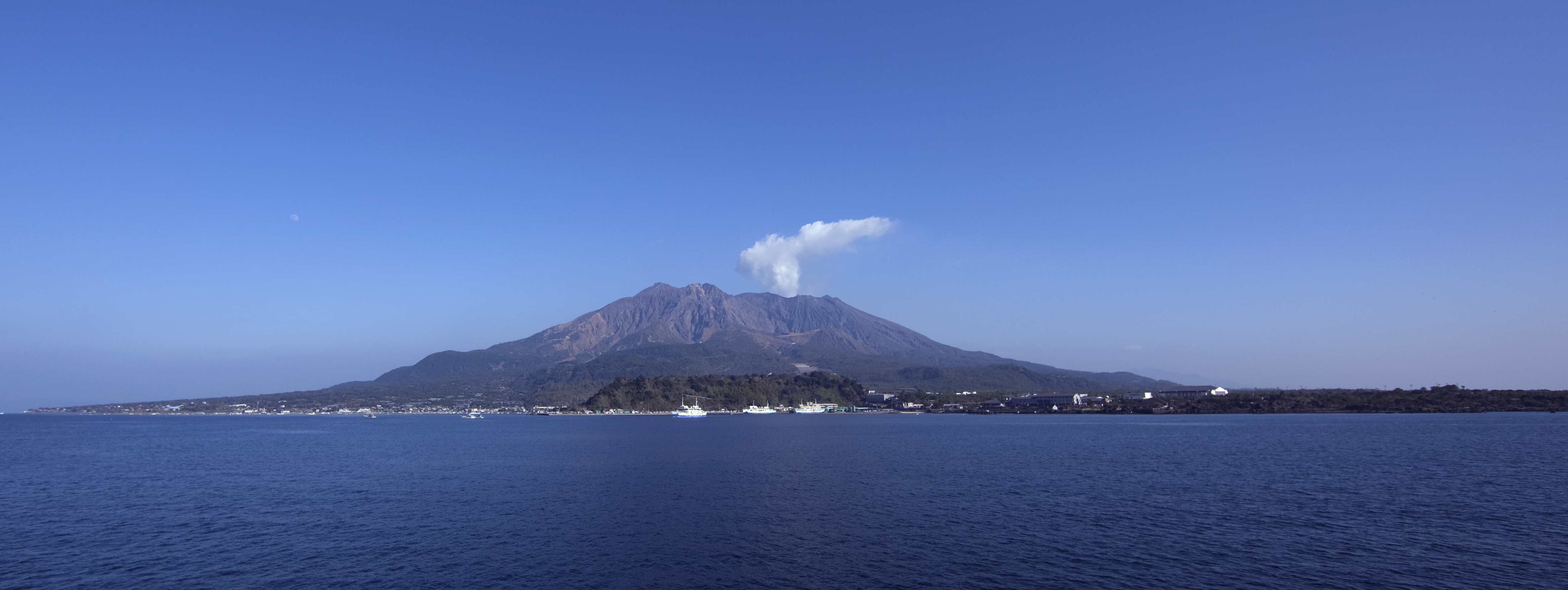
Vista del volcán en 2009.

A pesar del peligro, el Sakurajima constituye un lugar turístico destacado, con fuentes calientes, hidroterapia, un suelo muy fértil que permite el cultivo de los rábanos chinos más gruesos del mundo (treinta kilos) y las mandarinas más pequeñas del mundo (las komikans, con tres centímetros de diámetro). Recibe unos 1,8 millones de visitantes al año. Además, forma parte del parque nacional Kirishima-Yaku y sus alrededores son la principal atracción turística.
La erupción de 1914 inspiró la realización de una película, dirigida por Reginald Barker, que se centra en una familia que tiene una maldición y supuestamente causa la erupción. Es una película de Estados Unidos y su nombre original es The Wrath of the Gods o The Destruction of Sakura-Jima.
El asteroide (10516) Sakurajima fue nombrado así por este volcán.